# Hoysala
1026–1343
Entités précédentes :
- Chalukya occidentaux

Entités suivantes :
- Royaume de Vijayanâgara

L'Empire Hoysala était un empire d'Inde du Sud qui s'étendait sur la majeure partie de l'Etat actuel du Karnataka entre le Xe et le XIVe siècle. Sa capitale, initialement la ville de Belur, fut ensuite transférée à Halebid.

## Histoire
Les souverains Hoysala étaient originaires de la région de Malenadu, dans les Ghats occidentaux. Durant le XIIe siècle, profitant des luttes intestines entre les Chalukya occidentaux, qui gouvernaient alors la région, et les royaumes de Kalachuri, les Hoysala annexèrent des parties de ce qui est aujourd'hui le Karnataka et les régions fertiles au nord du delta du fleuve Kaveri dans l'actuel Tamil Nadu. Pendant le XIIIe siècle, les Hoysala gouvernaient la majeure partie du Karnataka, le nord-ouest du Tamil Nadu et des parties de l'ouest de l'Andhra Pradesh et du Telangana.
L'ère Hoysala a été une période importante dans le développement de l'art, de l'architecture et de la religion dans Inde du Sud. L'Empire est, aujourd'hui, principalement connu pour l'architecture de ses temples : plus d'une centaine d'entre eux datant de cette époque ont en effet survécu, éparpillés dans le Karnataka.
Ces temples, sculptés de manière exubérante, comprennent le temple de Chennakesava à Belur, le temple de Hoysalesvara à Halebid et le temple de Kesava à Somanathapura. Les Hoysala parrainèrent également la littérature, en kannada et en sanskrit.

## Dans la culture populaire
- La quête de l'Empire Hoysala constitue la trame du jeu vidéo Uncharted: The Lost Legacy.